# Йохан Гадолин
Йохан Гадолин (на фински: Johan Gadolin) е финландски химик, физик и минералог. Той открива първото съединение, съдържащо редкоземен елемент – итрий, за който по-късно е установено, че е отделен химичен елемент. Освен това той се счита за основоположник на финландската химия, бидейки вторият ръководител на катедрата по химия към Кралската академия в Турку.

## Ранен живот и образование
Гадолин е роден в Обо (днес Турку) в Швеция (днес Финландия). Той е син на Якоб Гадолин, професор по физика и теология в университета в Обо. Йохан започва да учи математика в университета на баща си на 15-годишна възраст. По-късно се насочва към изучаването на химия.
През 1779 г. Гадолин заминава да учи в университета в Упсала. През 1781 г. публикува дисертация си Dissertatio chemica de analysi ferri под менторството на Торберн Бергман. Бергман основава важна изследователска школа, в която много от студентите му, включително Гадолин, Йохан Готлиб Ган и Карл Карл Вилхелм Шееле, стават близки приятели.

## Научна кариера
Гадолин владее латински, финландски, руски, немски, английски и френски освен родния си шведски език. Той е кандидат за ръководител на катедрата по химия към университета в Упсала през 1784 г., но Йохан Афзелиус е избран вместо него. През 1786 г. тръгва на „химично турне“ из Европа, посещавайки университети и рудници на различни места. Работи с Лоренц Крел, редактор на списанието Chemische Annalen в Германия, и с Адер Крофорд и Ричард Кирван в Ирландия. През 1790 г. е избран за член на Кралската шведска академия на науките.
Гадолин става професор по химия в университета в Турку през 1797 г. Той остава на тази длъжност до пенсионирането си през 1822 г. Той е един от първите химици, провеждал лабораторни упражнения със студентите си. Той дори позволява на студентите си да използват личната му лаборатория.
В хода на кариерата си, Гадолин прави множество приноси в различни области на науката. Макар никога да не е посещавал Франция, той става поддръжник на теорията на горенето на Антоан Лавоазие. Трудът на Гадолин Inledning till Chemien (1798) е първата книга в Скандинавските страни, която поставя под въпрос флогистона и дискутира ролята на кислорода при горенето.
Гадолин изучава връзката на топлината с химичните промени, в частност, способността на различни вещества да абсорбират топлина (специфичен топлинен капацитет) и абсорбцията на топлина по време на промяна на състоянието (латентна топлина). Тази термохимична работа изисква изключително точни измервания. Той доказва, че топлината на леда е същата като топлината на снега.
Гадолин става известен с описанието си на първия редкоземен елемент – итрий. През 1792 г. той получава образец на черен и тежък минерал, който е намерен в кариера до шведското село Итербю от Карл Аксел Арениус. С внимателни експерименти, Гадолин определя, че близо 38% от образеца представляват неизвестно съединение – оксид, който по-късно е наречен итрия. Итриевият оксид е първото познато съединение на редкоземен метал – по това време то не се счита за отделен химичен елемент. Изследванията му по въпроса са публикувани през 1794 г. Минералът, който Гадолин проучва, е наречен гадолинит през 1800 г. Елементът гадолиний е наречен в чест на Гадолин.
Доклади за химическите изследвания на Гадолин започват да се появяват в Германия. През 1825 г. той публикува Systema fossilium analysibus chemicis examinatorum secundum partium constitutivarum rationes ordinatorium – система за минерална класификация, основана на химични принципи. Едно от по-късните изследвания на Гадолин засяга химичния анализ на алпака в периода 1810 – 1827 г.
Гадолин е посветен в рицарство, а също така е носител на орден Свети Владимир и орден Света Ана.

## Личен живот
Йохан Гадолин се жени на 35-годишна възраст за Хедвиг Тихлеман, от която има девет деца. След смъртта на жена му, на 59-годишна възраст той се жени повторно за Еба Паландер. Пенсионира се през 1822 г., на 62 години. Умира в Мюнямяки на 15 август 1852 г.
Големият пожар в Турку през 1827 г. започва в хлебопекарна и в крайна сметка разрушава по-голямата част от града. Лабораторията и колекцията от минерали на Гадолин, намиращи се близо до катедралата, са унищожени.